# О! Сузана
„О! Сузана“ (на английски език – „Oh! Susanna“, понякога наричана неправилно с името „Banjo on My Knee“) е песен, написана от американеца Стивън Фостър и изпълнена от него за първи път на 25 февруари 1848 г.
Песента е един от символите на Треската за злато в САЩ, през XIX век. Става изключително популярна както в САЩ, така и по света. Адаптирана е на много езици, включително на български език.

## Музикален акомпанимент
Традиционно песента се изпълнява на глас – тенор, и е акомпанирана от китара и хармоника. Други инструменти използвани при акомпанимента са пиано, банджо и саксофон.

## Оригинален текст
Oh I come from Alabama with a banjo on my knee,
I'm going to Louisiana, my true love for to see
It rained all night the day I left, the weather it was dry
The sun so hot I froze to death; Susanna, don't you cry.
Oh, Susanna, don't you cry for me
For I come from Alabama,
With my banjo on my knee.
I had a dream the other night when everything was still,
I thought I saw Susanna coming up the hill,
The buckwheat cake was in her mouth, the tear was in her eye,
I said I'm coming from Dixieland, Susanna don't you cry.
I soon will be in New Orleans and then I'll look around
And when I find my gal Susanne, I'll fall upon the ground
But if I do not find you there, then I will surely die
And when I'm dead and buried, Susanna don't you cry.
I jump'd aboard the telegraph and trabbled down de ribber,
De lectrick fluid magnified, and kill'd five hundred Nigga.
De bulgine bust and de hoss ran off, I really thought I'd die;
I shut my eyes to hold my bref -- Susanna don't you cry.